# 에이스 (프로게이머)
에이스(본명: 김지훈, 1995년 4월 24일 ~ )는 대한민국의 전직 리그 오브 레전드 프로게이머이다. 프로게임단 지도자로도 활동했다. 선수 시절 아이디는 Ace이며 포지션은 미드라이너였다. 현재 DRX 아카데미팀의 코치를 맡고 있다.

## 선수 시절
2015시즌을 앞두고 삼성 갤럭시에 입단하면서 프로 커리어를 시작했다. 스프링 시즌 블리스와 주전 경쟁을 하며 번갈아 출전했다. 서머 시즌을 앞두고 팀이 새로운 미드라이너인 크라운을 영입하면서 서브 선수로 내려갔다. 이 시기 챌린저스 2리그에 출전하기도 했다.
2016시즌을 앞두고 버튜어소 게이밍에 입단했다.
2016년 6월, 라이징 스타 게이밍에 입단했다.
2016년 9월, 스베누 코리아에 입단했다. 하지만 입단 이후 얼마 되지 않은 시점에서 소속팀이 해체했다.
2017년 4월, 유럽팀인 너브에 입단했다. 하지만 팀은 2부리그 진출에 실패했다.
2018시즌을 앞두고 화 게이밍에 입단했다.
2018년 5월, 콩두 몬스터에 입단했다. 2018시즌 종료 후 팀에서 퇴단했다.

## 지도자 생활
2019년 10월, DRX의 아카데미팀 코치로 부임했다.

## 소속팀

### 선수
| # | 팀명               | 소속 기간             | 소속 리그 | 비고 |
| - | ------------------ | --------------------- | --------- | ---- |
| 1 | 삼성 갤럭시        | 2014.11.28~2015.12.01 | LCK       |      |
| 2 | 버츄어소 게이밍    | 2016.01~2016.05       | 아마추어  |      |
| 3 | 라이징 스타 게이밍 | 2016.06.07~2016.09    | CK        |      |
| 4 | 스베누 코리아      | 2016.09~2016.10.07    | CK        |      |
| 5 | 너브               | 2017.04.14~2017.06.20 | 아마추어  |      |
| 6 | 화 게이밍          | 2018.02.08~2018.03.14 | TCL       |      |
| 7 | 콩두 몬스터        | 2018.05.02~2018.11.05 | CK        |      |

### 지도자
| # | 팀명 | 직책            | 소속 기간 | 소속 리그 | 비고 |
| - | ---- | --------------- | --------- | --------- | ---- |
| 1 | DRX  | 아카데미팀 코치 | 2019.10~  | LCK       |      |

## 수상 내역

### 지도자
- LCK 아카데미 시리즈 2021 5월 대회 준우승